# 僧帽瘤胸蛛
僧帽瘤胸蛛（学名：Oedothorax apicatus）为皿蛛科瘤胸蛛属的动物。分布于古北区以及中国大陆的新疆、四川等地，常见于草丛。该物种的模式产地在欧洲。